# Stockholmer Methode
Die Stockholmer Methode bezeichnete in der Strahlentherapie eine Methode, bösartige Tumoren der Gebärmutter mit Radium-Einlagen zu bestrahlen. Die Methode wurde 1915 in Stockholm in der ersten onkologischen Klinik Schwedens, dem Radiumhemmet, von James Heyman entwickelt.
Dabei wurden in den Gebärmutterhals oder die Gebärmutter verschiedene Radiumträger (z. B. Platten, Stifte, Kapseln) eingeführt. Dies geschah in zwei Sitzungen im Abstand von drei Wochen. Die Göttinger Methode war eine Abwandlung der Stockholmer Methode. Beide zählen zu den Radium-Packetmethoden. 
Heute sind die Radiumanwendungen moderneren Brachytherapie-Geräten und -Techniken gewichen.